# ハインリヒ・シュッツ

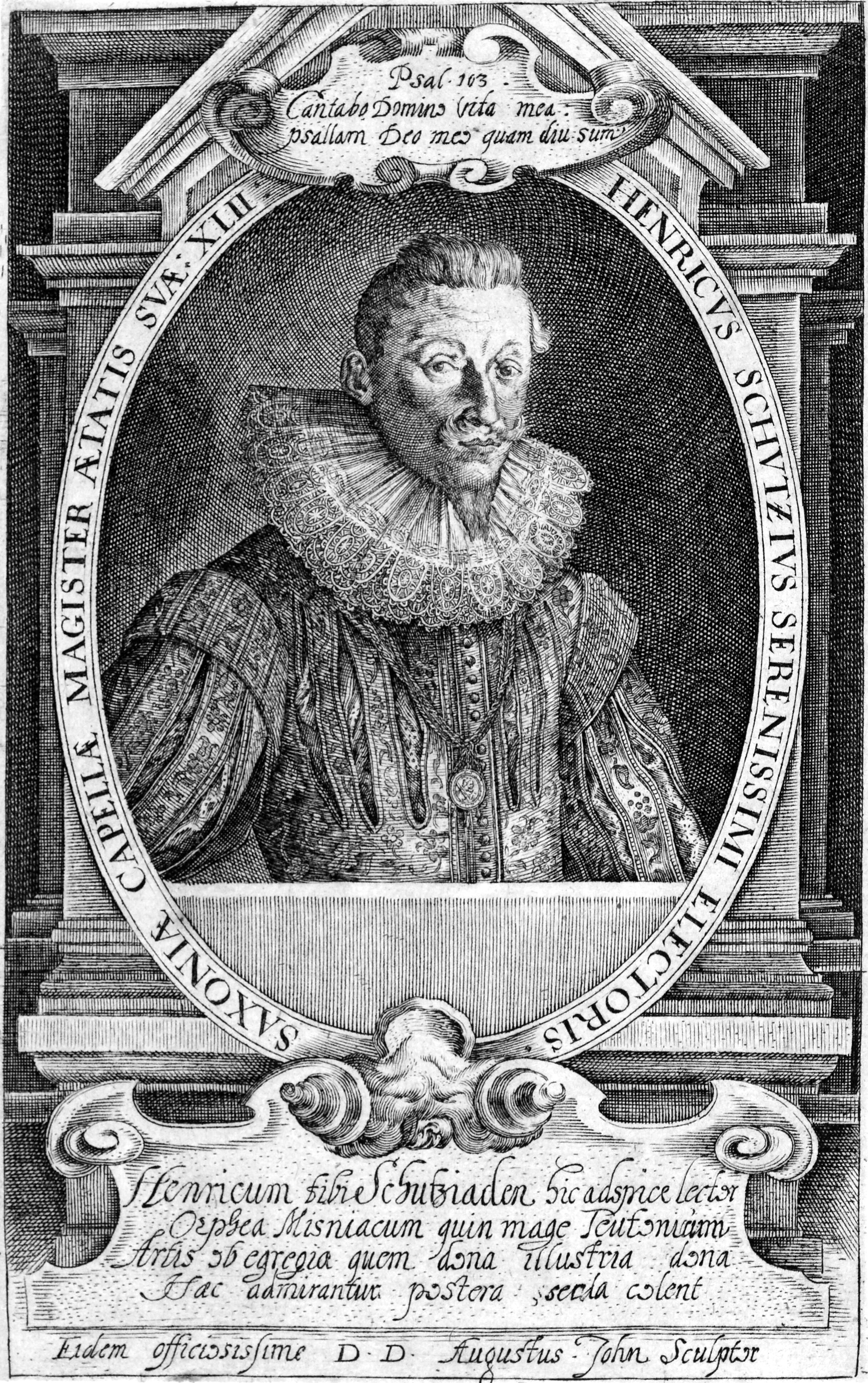
ハインリヒ・シュッツ（1627）

ハインリヒ・シュッツ（Heinrich Schütz, 1585年10月8日（ユリウス暦）/10月18日（グレゴリオ暦）ケストリッツ - 1672年11月6日 ドレスデン）は、ドイツの作曲家、ドレスデン宮廷楽長。

## 概要
ハインリヒ・シュッツはドイツの初期バロック音楽を代表し、ヨハン・ヘルマン・シャインやザムエル・シャイトとともに「3S」と呼ばれる。大バッハ生誕のちょうど100年前に生まれ、ドイツ音楽に息吹を与えた「ドイツ音楽の父」と形容される。
ドイツ語で「シュッツ」とは射手座を意味することから、そのラテン語である「サギタリウス」(Sagittarius) というあだ名で呼ばれていた。出版楽譜には姓名どちらもラテン読みを当てた「ヘンリクス・サギタリウス」(Henricus Sagittarius) を示すものもあり、また自ら署名する時にはラテン語を意識してハインリヒ (Heinrich) を必ず「ヘンリヒ Henrich」と書いたという。

## 少年～青年期
1585年にドイツ中部テューリンゲン州ケストリッツ (現 Bad Köstritz、ドイツ語版・英語版)で、宿屋を経営するクリストフ・シュッツとユーフロジーネ・ビーガーの長男（8人兄弟の2番目）として生まれ、翌日、同地の聖レオンハルト教会で洗礼を受けた。1590年に家族はワイセンフェルス (英語版) に移って新しい宿屋の経営を始め、ここで少年時代を過ごしている。
1599年、14歳のシュッツはヘッセン＝カッセル方伯モーリッツに音楽の才能を見出されてカッセルの教会学校の歌手となり、ギムナジウムに入った。1607年からはマールブルクで法律を学ぶことができるようになり、同時にオルガン演奏と作曲の勉強も始めた。
卒業後、方伯の奨学金を得て、1609年にイタリアに赴き、ヴェネツィア サン・マルコ寺院のオルガニストであるジョヴァンニ・ガブリエリの弟子となった。この間、1611年に最初の公式曲集「イル・プリモ・リブロ・ディ・マドリガリ」（マドリガル集第1集、SWV 1-19）を完成した。死の床にあったガブリエリから、シュッツは指輪の遺贈を受けている。シュッツが「師匠」と呼んだのは生涯でガブリエリただ一人であった。その師匠ガブリエリは1612年に亡くなった。
翌1613年、ドイツに帰り、方伯モーリッツのはからいでカッセルの第２オルガニストに就任。1615年、ザクセン選帝侯の宮廷に移って、ドレスデン宮廷楽団（現在のシュターツカペレ・ドレスデン）の指揮を委ねられた（この楽団は、その後ザクセン州立オーケストラとなって数々の著名な指揮者が常任を務め、ドイツ音楽の中心の一つとなっている）。当時の楽長ロギエール・ミヒャエルは病気療養中で、ミヒャエル・プレトリウスが代行していたため、初めはプレトリウスと並んで指揮を執っていたが、1617年に正式に宮廷礼拝堂つきの作曲家となり、1621年にプレトリウスが死んで後は、1672年に亡くなるまでシュッツが楽長の地位についた。
この間、1619年に「ダビデ詩篇歌集」を刊行して方伯に献呈した。同年にマグダレーナ・ウィルデックと結婚し、その後、二人の娘を得たが、アンナ・ユスティーナは17歳で亡くなった。一方ユーフロジーネは、ライプツィヒ市長を務めたクリストフ・ピンカーと結婚したものの、彼らの娘ゲルトラウト・ユーフロジーネには子どもがなかったため、シュッツの血統は絶えている。

## 楽長就任以降
ドレスデンの楽長職について最初の10年間は楽団を組織する仕事に従事できた。楽長としてシュッツは、合唱団と器楽奏者たちからなる宮廷楽団の監督を行った。場合によって政治的な判断さえ行いながら、宮廷の音楽すべてに責任を持ち、教会音楽も世俗音楽も手がけた。しかし彼の手による劇場用の世俗音楽（ジングシュピールやバレエ）は、たいてい台本が印刷されただけで、音楽そのものは失われている。
ドレスデンに移って3年後の1618年、三十年戦争が勃発した。悲惨にもドイツ人口の3分の1以上が失われる結果になったのみならず、ドイツ文化が徹底的に破壊されることになった。1620年代後半になると、戦況の悪化とともに楽長としての仕事は中断され、後の人生はバラバラになった楽団を再編成することに費やされた。しかし残された作品をみると、この時期から以降に充実した作品を次々と発表するようになっている。
ただ、その間に何度かドレスデンを離れた時期がある。1628年にはふたたびヴェネツィアを訪れ、クラウディオ・モンテヴェルディに師事している。1633年に結婚式の音楽を作曲するためコペンハーゲンに招かれたものの、実際にドレスデンに戻ったのは1635年であった。1641年になると、再度デンマークを長期にわたって訪れている。1655年に娘のユーフロジーネが亡くなり、同年、事実上のヴォルフェンビュッテル楽長職を受け入れたこともある。
しかし結局はドレスデンに暮らし、晩年は不幸であったが、受難曲などの作品は円熟し深刻の度を増した。1672年、永年にわたって活動を続けたドレスデンで心臓発作を起こし、87年の生涯を閉じた。

## 特徴
シュッツはドイツ初期バロック音楽の最も重要な作曲家と考えられている。若い頃にはオルガニストとして訓練を受けたものの、やがてイタリア初期マドリガルの様式で、ドイツ語の宗教的テキストに音楽をつけた声楽曲を作曲するようになり、宮廷礼拝の用に供した。また宮廷の娯楽やたしなみのための音楽も書いた。晩年の受難曲はドイツ風の聖書物語音楽の形式を基礎とし、これにイタリア風オラトリオの形式を加味したものである。
ヴェネツィア楽派の複合唱様式、コンチェルト様式、通奏低音書法をドイツにもたらし、宗教戦争時代の苦悩を体験した人として、ヨハン・ゼバスティアン・バッハに至るドイツ・バロック音楽の基礎を築いた。彼の業績は19世紀後半になって認識されるようになる。

## 主作品

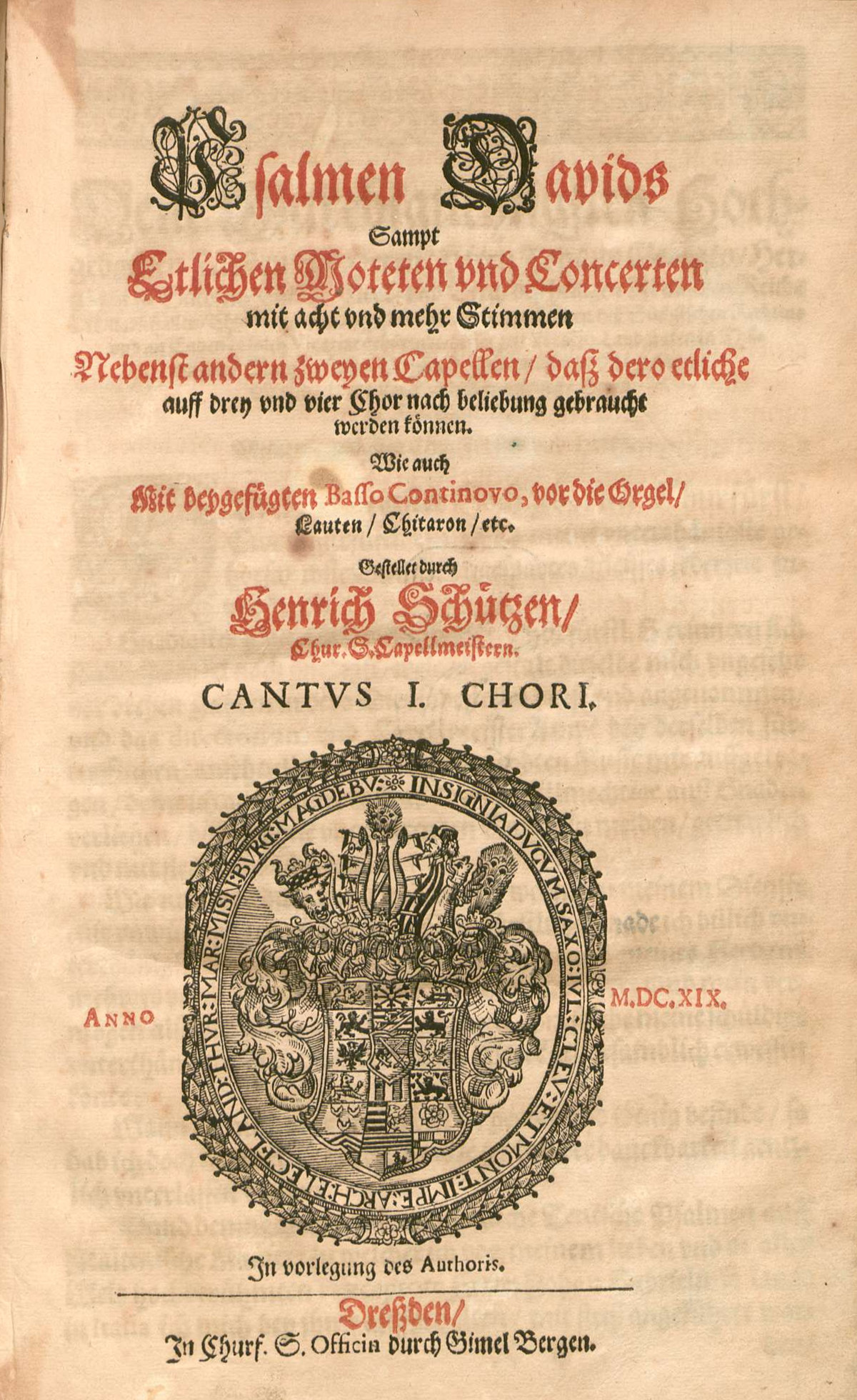
ダヴィデ詩篇歌集の表紙 (初版)

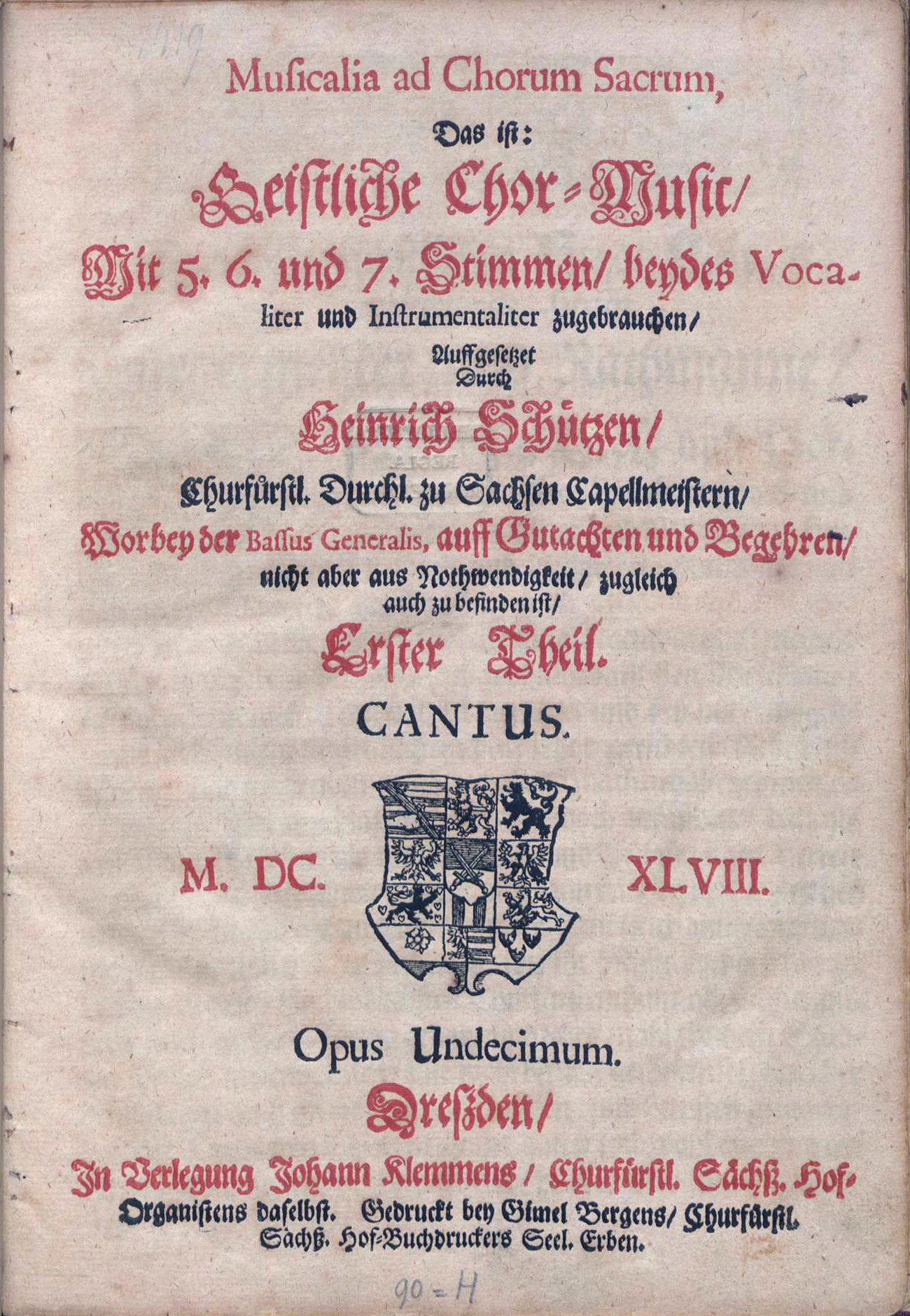
宗教的合唱曲の表紙 (初版)

SWVはビッティンガー(Werner Bittinger)によるシュッツ作品目録 (SWV) の番号。以下おおむねSWV順に従う。
- マドリガーレ集 第1集　Il primo libro de Madrigali SWV 1-19 (1611年)
- ダヴィデ詩篇歌集　de:Psalmen Davids (Heinrich Schütz) (英語版) SWV 22-47 (1619年)
- オラトリオ　イエス・キリスト復活の物語　de:Historia der Auferstehungs Jesu Christi SWV 50 (1623年)
- カンツィオネス・サクラ　Cantiones sacrae SWV 53-93 (1625年)
- ダヴィデ詩篇歌集(ベッケルン詩篇歌） Psalmen Davids SWV 97-256 (1626年)[7]
- シンフォニア・サクラ 第1集　Symphoniae sacrae I SWV 257-276 (1629年)
- ドイツ・レクイエム　de:Musikalische Exequien (英語版) SWV 279-281 (op. 7) (1636年)
- 小宗教コンチェルト 第1集　Kleine geistliche Konzerte I SWV 282-305 (1636年)[8]
- 小宗教コンチェルト 第2集　Kleine geistliche Konzerte II SWV 306-337 (1639年)[9][10]
- シンフォニア・サクラ 第2集　Symphoniae sacrae II SWV 341-367 (1647年)
- 宗教的合唱曲 (29曲のモテット) de:Geistliche Chormusik (英語版) SWV 369-397 (1648年)[11]
- シンフォニア・サクラ 第3集　Symphoniae sacrae III SWV 398-418 (1650年)
- 12の無伴奏宗教合唱曲集　Zwölf geistliche Gesänge SWV 420–431
- オラトリオ　喜ばしきイエス・キリスト生誕の物語　de:Historia der freudenreichen Geburt Jesu Christi (英語版) SWV 435 (1664年)
- オラトリオ　十字架上の7つの言葉　de:Die sieben Worte Jesu Christi am Kreuz (Schütz) SWV 478 (1645年)
- マタイ受難曲 (シュッツ)　de:Matthäus-Passion (Schütz) SWV 479 (1666年)
- ルカ受難曲　de:Lukas-Passion (Schütz) SWV 480（1653年頃）
- ヨハネ受難曲 (シュッツ)　de:Johannes-Passion (Schütz) SWV 481 (1665/66年)
- 二重合唱による宗教コンチェルト　白鳥の歌　de:Schwanengesang SWV 482-494 (1672年)
- 歌劇 ダフネ　Daphne (1627年) ドイツで最初の歌劇 (消失)

## その他
小惑星(4134) Schutzはシュッツの名前にちなんで命名された。

### その他の資料
出版物
- ハインリッヒ・シュッツの自伝 Schütz, Heinrich (1972). Krause-Graumnitz, Heinz. ed. Autobiographie (Memorial 1651). Leipzig: VEB Deutscher Verlag fur Musik. NCID BB18561417

- クルト・グビデル、後藤暢子 (翻訳)『ハインリッヒ・シュッツ: その生涯と作品』東京ゲーテ・インスティトゥート、1972年。 NCID BA7284182X。 ハインリッヒ・シュッツ没後300年記念出版。作品表: p20〜37

- 書簡と公文書の英語訳 Johnston, Gregory S, ed (2013). A Heinrich Schütz Reader: Letters and Documents in Translation. Oxford University Press 2017年8月10日閲覧。

- インゲボルク・シュタイン、園田順子 (翻訳)、当間修一 (監修)『ハインリヒ・シュッツ: その生家500年の歴史—私は死ぬのではなく、生きるのです〈SWV346〉』リフレ出版 (販売)、東京図書出版、2015年。ISBN 9784862238436。 NCID BB19800896。 [14]

- 国際ハインリッヒ・シュッツ協会会報　創刊の「サギタリウス」(1966–73年)[2]は1979年に「シュッツ—年報」に題名を変更して続刊[15]。